# Асуажу-де-Сус (комуна)
Асуажу-де-Сус (рум. Asuaju de Sus) — комуна у повіті Марамуреш в Румунії. До складу комуни входять такі села (дані про населення за 2002 рік):
- Асуажу-де-Жос (604 особи)
- Асуажу-де-Сус (1011 осіб) — адміністративний центр комуни

Комуна розташована на відстані 414 км на північний захід від Бухареста, 32 км на захід від Бая-Маре, 93 км на північ від Клуж-Напоки.

## Населення
За даними перепису населення 2002 року у комуні проживали 1615 осіб.
Національний склад населення комуни:
| Національність | Кількість осіб | Відсоток |
| -------------- | -------------- | -------- |
| румуни         | 1604           | 99,3%    |
| угорці         | 9              | 0,6%     |
| цигани         | 2              | 0,1%     |

Рідною мовою назвали:
| Мова      | Кількість осіб | Відсоток |
| --------- | -------------- | -------- |
| румунська | 1608           | 99,6%    |
| угорська  | 7              | 0,4%     |

Склад населення комуни за віросповіданням:
| Релігія        | Кількість осіб | Відсоток |
| -------------- | -------------- | -------- |
| православні    | 1410           | 87,3%    |
| п'ятдесятники  | 123            | 7,6%     |
| греко-католики | 70             | 4,3%     |
| реформати      | 5              | 0,3%     |
| римо-католики  | 4              | 0,2%     |